# 御幸町 (刈谷市)
御幸町（みゆきちょう）は、愛知県刈谷市の町名。現行行政地名は御幸町1丁目から御幸町7丁目。

## 地理
刈谷市の中央部に位置する。北は小規模な元刈谷川を境に広小路と、東は名鉄三河線を境に大正町と、南は松坂町と、西は元町と接している。
御幸町の中央部を、かつて愛知県道に指定されていた道路が縦断しており、この道路の西側は商店街となっている。名鉄三河線刈谷市駅からこの道路に至る道路沿いも商店が集まっている。

## 歴史
1960年（昭和35年）に刈谷市大字元刈谷の一部が刈谷市御幸町となった。商業地区としての発展を願って御幸町と命名された。1980年（昭和55年）には御幸町の東端を通る名鉄三河線の連続立体交差事業が完成した。1989年（平成元年）時点の世帯数は407、人口は1,389だった。

## 世帯数と人口
2019年（令和元年）6月1日現在の世帯数と人口は以下の通りである。
| 丁目        | 世帯数  | 人口    |
| ----------- | ------- | ------- |
| 御幸町1丁目 | 96世帯  | 221人   |
| 御幸町2丁目 | 111世帯 | 254人   |
| 御幸町3丁目 | 62世帯  | 139人   |
| 御幸町4丁目 | 79世帯  | 165人   |
| 御幸町5丁目 | 76世帯  | 153人   |
| 御幸町6丁目 | 50世帯  | 142人   |
| 御幸町7丁目 | 111世帯 | 250人   |
| 計          | 585世帯 | 1,324人 |

### 人口の変遷
国勢調査による人口の推移
| 1995年（平成7年）  | 1,255人 | [ 7 ]  |  |
| 2000年（平成12年） | 1,233人 | [ 8 ]  |  |
| 2005年（平成17年） | 1,204人 | [ 9 ]  |  |
| 2010年（平成22年） | 1,201人 | [ 10 ] |  |
| 2015年（平成27年） | 1,298人 | [ 11 ] |  |

## 小・中学校の学区
市立小・中学校に通う場合、学区は以下の通りとなる。
| 丁目        | 番・番地等 | 小学校             | 中学校               |
| ----------- | ---------- | ------------------ | -------------------- |
| 御幸町1丁目 | 全域       | 刈谷市立衣浦小学校 | 刈谷市立刈谷南中学校 |
| 御幸町2丁目 | 全域       | 刈谷市立衣浦小学校 | 刈谷市立刈谷南中学校 |
| 御幸町3丁目 | 全域       | 刈谷市立衣浦小学校 | 刈谷市立刈谷南中学校 |
| 御幸町4丁目 | 全域       | 刈谷市立衣浦小学校 | 刈谷市立刈谷南中学校 |
| 御幸町5丁目 | 全域       | 刈谷市立衣浦小学校 | 刈谷市立刈谷南中学校 |
| 御幸町6丁目 | 全域       | 刈谷市立衣浦小学校 | 刈谷市立刈谷南中学校 |
| 御幸町7丁目 | 全域       | 刈谷市立衣浦小学校 | 刈谷市立刈谷南中学校 |

## 施設

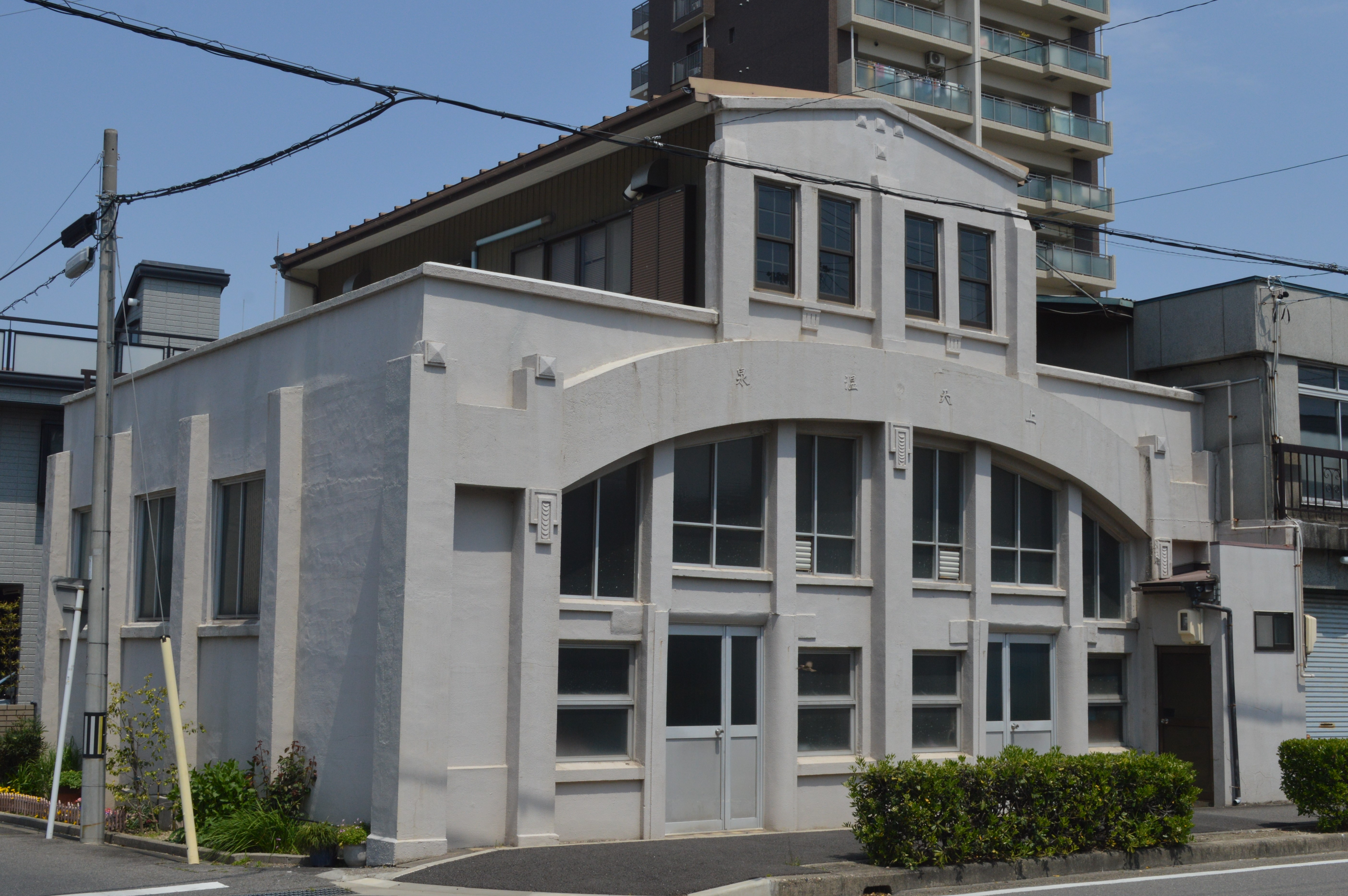
上天温泉

- 愛知県中央信用組合刈谷支店
- 元刈谷市民館
- 刈谷市営御幸駐車場[14] - 1969年（昭和44年）開設[6]。
- 御幸公園[5] - 1969年（昭和44年）開設[15][6]。0.16ヘクタール[15]。サッカーボールを模したトイレがある。
- 御幸児童遊園 - 1979年（昭和54年）開設[15]。1,450平方メートル。
- 大正遊園 - 1982年（昭和57年）開設[15]。200平方メートル。
- 刈谷日劇 - 1971年（昭和46年）に刈谷市広小路町から御幸町の愛三ビルに移転[16]。
- 上天温泉 - 大中肇が設計した鉄筋コンクリート造の銭湯。1927年（昭和2年）開業。1999年（平成11年）廃業。

## その他

### 日本郵便
- 郵便番号 : 448-0821[3]（集配局：刈谷郵便局[17]）。